# يوراتسفيلد
يوراتسفيلد (بالألمانية: Euratsfeld) هي بلدة في مقاطعة أمستيتن في النمسا السفلى.